# Greatest Hits (album, Alice Cooper)
Alice Cooper's Greatest Hits je kompilační album americké hard rockové skupiny Alice Cooper, vydané v roce 1974.

## Seznam skladeb
1. „I'm Eighteen“ (Alice Cooper, Glen Buxton, Michael Bruce, Dennis Dunaway, Neal Smith) – 2:58
2. „Is It My Body“ (Cooper, Buxton, Bruce, Dunaway, Smith) – 2:41
3. „Desperado“ (Cooper, Bruce) – 3:29
4. „Under My Wheels“ (Bruce, Dunaway, Bob Ezrin) – 2:46
5. „Be My Lover“ (Bruce) – 3:22
6. „School's Out“ (Cooper, Buxton, Bruce, Dunaway, Smith) – 3:30
7. „Hello, Hooray“ (Rolf Kempf) – 4:18
8. „Elected“ (Cooper, Buxton, Bruce, Dunaway, Smith) – 4:08
9. „No More Mr. Nice Guy“ (Cooper, Bruce) – 3:07
10. „Billion Dollar Babies“ (Cooper, Bruce, Smith) – 3:43
11. „Teenage Lament '74“ (Cooper, Smith) – 3:54
12. „Muscle of Love“ (Cooper, Bruce) – 3:45